# Parachtes romandiolae
Parachtes romandiolae är en spindelart som först beskrevs av Lodovico di Caporiacco 1949.  Parachtes romandiolae ingår i släktet Parachtes och familjen ringögonspindlar.
Artens utbredningsområde är Italien. Inga underarter finns listade i Catalogue of Life.